# Wieniera Gimadijewa
Wieniera Gimadijewa (ros. Венера Гимадиева, ur. 28 maja 1984 w Kazaniu) – rosyjska śpiewaczka operowa. Jej głos opisywany jest jako stosunkowo ciemny, ale liryczny sopran koloraturowy.
Studiowała w Konserwatorium Petersburskim, jej karierą opiekuje się agencja Rayfield Allied.

## Role
Latem 2014 roku wystąpiła na festiwalu operowym w Glydenbourne w Traviacie w głównej roli Violetty. Rolę tę powtórzyła m.in. w 2016 roku na deskach londyńskiej Opery Królewskiej (Covent Garden Theatre), a w 2018 roku na scenie Waszyngtońskiej Opery Narodowej (Washington National Opera).
Występowała też w tytułowej roli w Łucji z Lammermooru w drezdeńskiej Operze Sempera, madryckim Teatrze Królewskim oraz w Bawarskiej Operze Państwowej.